# Peter Gruber
Peter Manfred Gruber (Klagenfurt, 28 de agosto de 1941 – 7 de março de 2017) foi um matemático austríaco.

## Vida
Gruber trabalhava, em continuação a uma escola teórico-numérica estabelecida dentre outros por Philipp Furtwängler, com a geometria dos números, sendo autoridade reconhecida internacionalmente em geometria discreta e convexa, por exemplo em questões de aproximação, como problemas de categorias de Baire.

## Obras
- com C. G. Lekkerkerker Geometry of Numbers, North Holland 1987 (tradução do russo, Nauka, Moscou 2008)
- com Paul Erdős, J. Hammer Lattice Points, Longman Scientific and Technical, Harwood, Essex, 1989
- Convex and Discrete Geometry, Springer, Grundlehren der mathematischen Wissenschaften, 2007
- Editor com Jörg Wills Handbook of Convex Geometry, 2 Bände, North Holland 1993
- Editor com J. Wills Convexity and its applications, Birkhäuser 1983
- Zur Geschichte der Konvexgeometrie und der Geometrie der Zahlen, in Hirzebruch u.a. Ein Jahrhundert Mathematik – 1890 – 1990, Vieweg 1990 (Festschrift zum 100jährigen Bestehen des DMV)